# Национальный медико-хирургический центр имени Н. И. Пирогова
Национальный медико-хирургический центр имени Н. И. Пирогова (НМХЦ, Пироговский центр) — российское многопрофильное лечебное, научное и учебное учреждение. Его называют[кто?] одним из старейших и крупнейших медицинских центров в СНГ, а также ведущим в России. Находится по адресу г. Москва, ул. Нижняя Первомайская, д. 70.
Действующий президент-основатель — академик РАН Ю. Л. Шевченко, генеральный директор — академик РАН О. Э. Карпов, в числе сотрудников центра более 40 профессоров и докторов наук. Лечебно-диагностическая база включает в себя стационар и клинико-диагностические центры «Измайловский», «Арбатский» и Детский клинико-диагностический центр. За образовательную деятельность центра отвечает Институт усовершенствования врачей (создан в 2003 году) в его составе, проводящий подготовку по программам высшего (аспирантура, ординатура, интернатура) и дополнительного профессионального образования, возглавляемый профессором М. Н. Замятиным. Действует диссертационный совет.
Ежегодно стационарную помощь здесь получают свыше 30 тысяч пациентов, проводится порядка 18 тысяч оперативных вмешательств.
Полное наименование: Федеральное государственное бюджетное учреждение «Национальный медико-хирургический Центр имени Н. И. Пирогова» Министерства здравоохранения Российской Федерации.
Учредитель — Российская Федерация, чьи полномочия осуществляет её министерство здравоохранения. Свою более чем столетнюю историю заведение отсчитывает с открывшейся в 1907 году частной хирургической лечебницы князя А. В. Чегодаева (где впоследствии расположится поликлиника № 1, ныне входящая в состав центра), а в 1925—1939 гг. — поликлиники Центральной комиссии по улучшению быта ученых (ЦЕКУБУ) и Комиссии содействия ученым, затем — Центральной поликлиники министерства здравоохранения, с 1958 года также и больницы, обе которые с 1993 года — № 2. В 2001 году был образован Государственный медицинский центр Минздрава России, на следующий год преобразованный под нынешним названием (от 2002 года и отсчитывается современная история центра). Имя Н. И. Пирогова присвоено в 2003 году. С 2001 года директором центра был К. В. Лядов, в 2006 году смененный О. Э. Карповым.

В 2006 году из его состава был выделен Лечебно-реабилитационный центр (база московской Центральной бассейновой больницы, вошедшей в 1960-х в состав Центральной больницы Министерства здравоохранения РСФСР), который возглавил К. В. Лядов.
C 2021 года на Центр возложены функции органа повседневного управления Всероссийской службы медицины катастроф.
16 июня 2024 года коллектив Национального медико-хирургического центра имени Н. И. Пирогова награждён орденом «За доблестный труд».